# Ride 2
Ride 2 est un jeu vidéo de course développé et édité par Milestone, sorti en 2016 sur Windows, PlayStation 4 et Xbox One.
Il fait suite à Ride et a pour suite Ride 3.

## Accueil
- Jeuxvideo.com : 14/20[1]